# Cerchysiella laevigata
Cerchysiella laevigata är en stekelart som först beskrevs av De Santis 1972.  Cerchysiella laevigata ingår i släktet Cerchysiella och familjen sköldlussteklar. Inga underarter finns listade i Catalogue of Life.